# MesseTurm
MesseTurm (Tháp hội chợ) là một tòa nhà chọc trời ở Frankfurt am Main, Đức. Đây là tòa nhà cao thứ hai của Đức sau tòa nhà ở gần đó là Commerzbank Tower. MesseTurm do kiến trúc sư Helmut Jahn thiết kế, nó được hoàn thành năm 1990 với chiều cao 257 m và 63 tầng lầu, riêng phần chóp nhọn của tòa nhà đã có chiều cao tới 36,3 m. Với chiều cao này, MessTurm là tòa nhà cao nhất châu Âu cho đến năm 1997.